# Religion waashat
La religion Waashat, également appelée religion Washani ou religion des sept tambours, est un mouvement religieux amérindien du plateau du Columbia. L'origine de ce mouvement est incertaine mais pourrait coïncider avec l'arrivée des blancs ou d'une épidémie dans la région au début du XIXe siècle. L'un des rituels de ce mouvement est la danse Waashat pratiquée avec sept tambours, d'où le nom parfois utilisé pour le désigner.

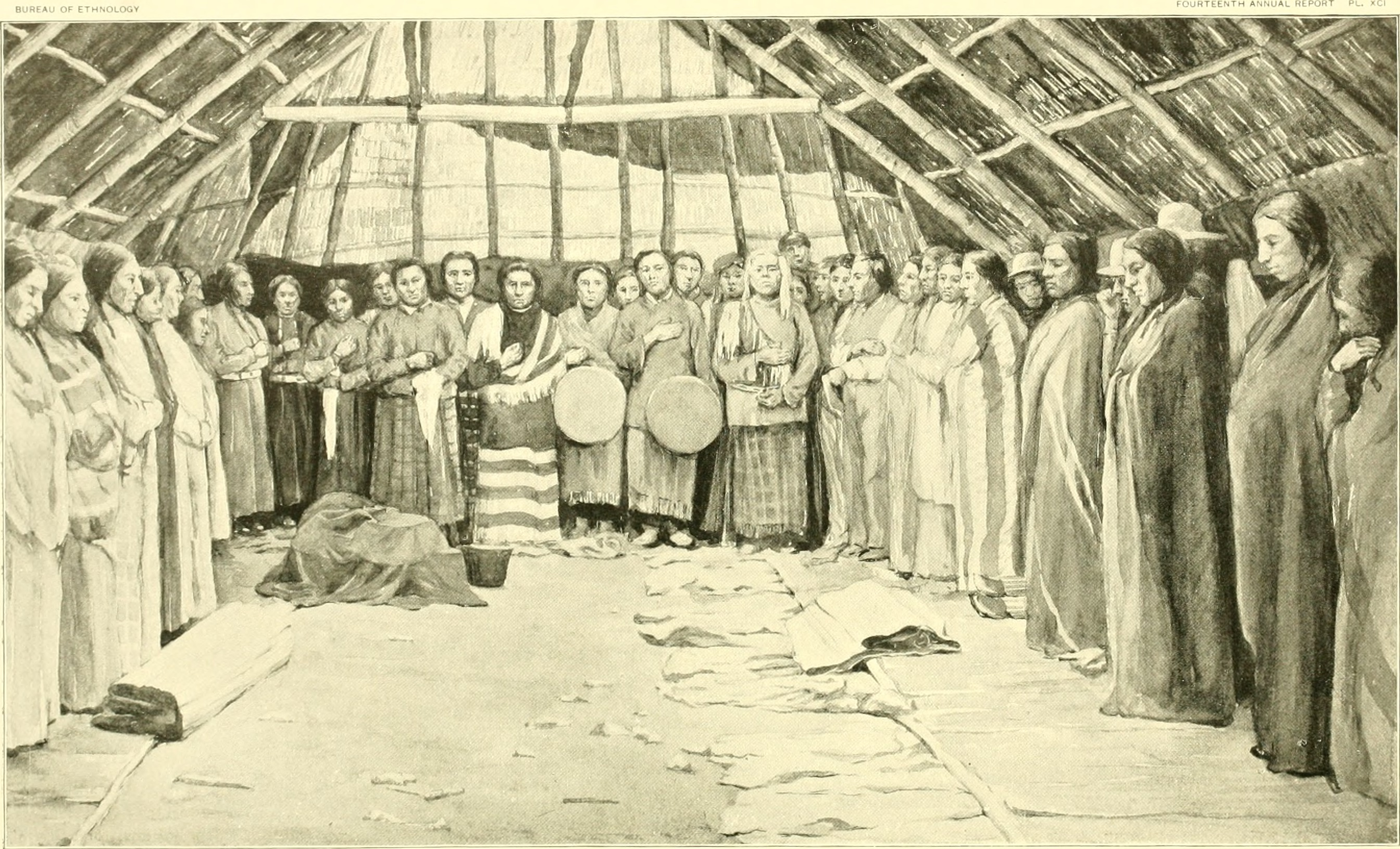
Intérieur de l'église de Smohalla.

Dans les années 1850, un chaman de la tribu des Wanapums, Smohalla, a utilisé les anciens rituels de la religion Waashat pour créer un nouveau mouvement connu plus tard sous le nom de religion du rêveur. Il prêchait pour un retour à un mode de vie traditionnel, rejetant les influences de la civilisation occidentale. Il prédit également la résurrection de tous les Amérindiens pour débarrasser le monde des oppresseurs blancs et affirmait que ses visions et ses prières lui venaient des rêves, d'où le nom de ce mouvement. 